# 革命武力は元帥様の領導だけを戴く
革命武力は元帥様の領導だけを戴く（かくめいぶりょくはげんすいさまのりょうどうだけをいただく、朝鮮語: 혁명무력은 원수님 령도만 받든다）は、2013年に発表された朝鮮民主主義人民共和国の楽曲である。車浩根（차호근）、李志成（리지성）が作詞し、作曲は薛泰星（설태성）、咸赫（함혁）による。

## 概要
北朝鮮では、金正恩は「革命武力の最高指導者」並びに「朝鮮民主主義人民共和国元帥」の地位に位置づけられている。そのため朝鮮人民軍は従来より彼ただ一人に付き従うよう教育されている。2013年に張成沢が国家転覆陰謀行為を働いたとして処刑された直後、その思想を強化する目的で本曲が発表された。
北朝鮮のテレビ・ラジオでは、功勲国家合唱団の演奏・合唱による楽曲が放送されている。この楽曲の間奏では、金正日を称えた歌・あなたがいなければ祖国もないのメロディーが使用されている。

## パロディ
朝鮮中央テレビが発表したこの曲の歌詞の発音が中国語に聞こえる、ということが中国国内のインターネット上で話題になり、それを基にした空耳作品がパロディとして知られるようになった。